# Evropská liga UEFA 2012/2013
Evropská liga UEFA 2012/13 byla 4. ročníkem klubové soutěže hrané pod názvem Evropská liga UEFA a celkově 42. ročníkem soutěže dříve zvané Pohár UEFA. Finálový zápas se odehrál 15. května 2013 v nizozemském Amsterdamu. Hostila jej tamní Amsterdam ArenA. Vítěz ročníku se kvalifikoval do Superpoháru UEFA 2013. Obhájcem triumfu z minulého ročníku byl španělský klub Atlético Madrid.
Pro tento soutěžní ročník připravila UEFA dvě změny oproti ročníku 2011/12:
- Vítězové domácích poháru 6 zemí postavených nejvýše v žebříčku UEFA, jsou přímo kvalifikováni do základních skupin soutěže.[4]
- Zápasy č. 5 a 6 základních skupin se nehrály v samostatných týdnech, ale ve stejných jako 5. a 6. zápasy základních skupin Ligy mistrů UEFA.[5]

## Účastnická místa
Právo účasti v tomto ročníku mělo 193 týmů z 53 členských zemí UEFA. Účastnická místa byla přidělena na základě ligového koeficientu UEFA, který hodnotil účast týmu v evropských pohárech v letech 2006/07 - 2010/11:
- země z míst 1–6: 3 týmy
- země z míst 7–9: 4 týmy
- země z míst 10–51: 3 týmy (krom Lichtenštejnska - jeden tým)
- země z míst 52–53: 2 týmy
- vítěz Evropské ligy UEFA 2010/11 měl zajištěné dodatečné místo, pokud nepostoupil do Ligy mistrů UEFA 2011/12 nebo Evropské ligy UEFA kvůli nedostatečnému výsledku v domácí lize, nebo poháru
- země z třech prvních míst žebříčku UEFA Fair Play: každá jeden tým navíc
- 32 týmů poražených v Lize mistrů UEFA 2011/12 byly přesunuty do Evropské ligy
- Tottenham Hotspur, ze 4. místa anglické Premier League 2011/12 původně kvalifikovaný do Ligy mistrů UEFA 2011/12, byl kvůli výhře Chelsea FC v Lize mistrů 2011/12 posunut do základní skupiny Evropské ligy.

### Platný žebříček UEFA (2006 - 2011)
Podstatný pro nasazení do soutěže. Zdroj: 
| Poř. | Země        | Koef.  | Týmy | Pozn.   |
| ---- | ----------- | ------ | ---- | ------- |
| 1    | Anglie      | 85.785 | 3    |         |
| 2    | Španělsko   | 82.329 | 3    |         |
| 3    | Německo     | 69.436 | 3    |         |
| 4    | Itálie      | 60.552 | 3    |         |
| 5    | Francie     | 53.678 | 3    |         |
| 6    | Portugalsko | 51.596 | 3    |         |
| 7    | Rusko       | 44.707 | 4    |         |
| 8    | Ukrajina    | 43.883 | 4    |         |
| 9    | Nizozemsko  | 40.129 | 4    | +1 (FP) |
| 10   | Turecko     | 35.050 | 3    |         |
| 11   | Řecko       | 34.166 | 3    |         |
| 12   | Dánsko      | 30.550 | 3    |         |
| 13   | Belgie      | 27.000 | 3    |         |
| 14   | Rumunsko    | 25.824 | 3    |         |
| 15   | Skotsko     | 25.141 | 3    |         |
| 16   | Švýcarsko   | 24.900 | 3    |         |
| 17   | Izrael      | 22.000 | 3    |         |
| 18   | Česko       | 20.850 | 3    |         |
| 19   | Rakousko    | 20.700 | 3    |         |
| 20   | Kypr        | 18.124 | 3    |         |
| 21   | Bulharsko   | 17.875 | 3    |         |
| 22   | Chorvatsko  | 16.124 | 3    |         |
| 23   | Bělorusko   | 16.083 | 3    |         |
| 24   | Polsko      | 15.916 | 3    |         |
| 25   | Slovensko   | 14.499 | 3    |         |
| 26   | Norsko      | 14.375 | 3    | +1 (FP) |
| 27   | Srbsko      | 14.250 | 3    |         |

| Poř. | Země                | Koef.  | Týmy | Pozn.   |
| ---- | ------------------- | ------ | ---- | ------- |
| 28   | Švédsko             | 14.125 | 3    |         |
| 29   | Bosna a Hercegovina | 9.124  | 3    |         |
| 30   | Finsko              | 8.966  | 3    | +1 (FP) |
| 31   | Irsko               | 8.708  | 3    |         |
| 32   | Maďarsko            | 8.500  | 3    |         |
| 33   | Moldávie            | 7.749  | 3    |         |
| 34   | Litva               | 7.708  | 3    |         |
| 35   | Lotyšsko            | 7.415  | 3    |         |
| 36   | Gruzie              | 6.957  | 3    |         |
| 37   | Ázerbájdžán         | 6.165  | 3    |         |
| 38   | Slovinsko           | 6.124  | 3    |         |
| 39   | Makedonie           | 5.207  | 3    |         |
| 40   | Island              | 4.957  | 3    |         |
| 41   | Kazachstán          | 4.374  | 3    |         |
| 42   | Lichtenštejnsko     | 4.000  | 1    |         |
| 43   | Černá Hora          | 3.875  | 3    |         |
| 44   | Albánie             | 3.874  | 3    |         |
| 45   | Estonsko            | 3.791  | 3    |         |
| 46   | Wales               | 2.790  | 3    |         |
| 47   | Arménie             | 2.583  | 3    |         |
| 48   | Malta               | 2.416  | 3    |         |
| 49   | Severní Irsko       | 2.249  | 3    |         |
| 50   | Faerské ostrovy     | 1.416  | 3    |         |
| 51   | Lucembursko         | 1.374  | 3    |         |
| 52   | Andorra             | 1.000  | 2    |         |
| 53   | San Marino          | 0.916  | 2    |         |

Poznámky
- (FP): Tři nejslušnější země ročníku 2011/12 získaly jedno místo navíc (Norsko, Finsko, Nizozemsko)[7]

### Rozdělení týmů
Vzhledem k několika různým důvodům došlo k změnám pravidel pro nasazení:
- Vítěz Evropské ligy 2011/12, Atlético Madrid, měl zajištěný postup do skupinové fáze, v případě, že nepostoupí do Ligy mistrů. To se nestalo a v Primera División 2011/12 obsadil až 5. místo, nezaručující postup do Základní skupiny. Tudíž bude nasazen do základní skupiny jako obhájce trofeje. Vítěz Copa del Rey, FC Barcelona, však postoupila do Ligy mistrů a místo pro vítěze Španělského poháru zůstalo neobsazeno.

Pouze 14 (namísto původních 15) týmů, poražených ve 3. předkole Ligy mistrů 2012/13, přejde do Play Off Evropské ligy (opatření kvůli Chelsea FC, která zvítězila v Lize mistrů 2011/12), což má za následek nutné úpravy:
- Vítěz poháru země 7 (Rusko) získal místo v základní skupině.
- Vítěz poháru zemí 16 a 17 (Švýcarsko a Izrael) byl přesunut ze 3. do 4. předkola.
- Vítěz poháru zemí 19 a 20 (Rakousko a Kypr) byl přesunut ze 2. do 3. předkola.
- Vítěz poháru zemí 33, 34, 35 a 36 (Moldávie, Litva, Lotyšsko a Gruzie), byl přesunut z 1. do 2. předkola.

|                          | Týmy soutěžící v této fázi | Týmy které postoupily z předchozí fáze              | Týmy poražené v Lize mistrů                              |
| ------------------------ | --- | --------------------------------------------------- | -------------------------------------------------------- |
| 1. předkolo (74 týmů)    | - 17 vítězů domácích pohárů zemí 37–53 - 25 týmů z druhého místa v lize zemí 28–53 (krom Lichtenštejnska) - 29 týmů ze třetího místa v lize zemí 22–51 (krom Lichtenštejnska) - 3 týmy na základě UEFA Fair Play                                                                           |                                                     |                                                          |
| 2. předkolo (80 týmů)    | - 16 vítězů domácího poháru zemí 21–36 - 12 týmů z druhého místa v lize zemí 16–27 - 6 týmů z třetího místa v lize zemí 16–21 - 6 týmů z čtvrtého místa v lize zemí 10–15 - 3 týmy z pátého místa v lize zemí 7–9                                                                          | - 37 vítězů z 1. předkola                           |                                                          |
| 3. předkolo (58 týmů)    | - 3 vítězové domácího poháru zemí 18–20 - 6 týmů z třetího místa v lize zemí 10–15 - 3 týmy z čtvrtého místa v lize zemí 7–9 - 3 týmy z pátého místa v lize zemí 4–6 (z Francie – vítěz Coupe de la Ligue) - 3 týmy z týmy z šestého místa v lize zemí 1–3 (z Anglie – vítěz Carling Cupu) | - 40 vítězů 2. předkola                             |                                                          |
| 4. předkolo (62 týmy)    | - 10 vítězů domácího poháru zemí 8–17 - 3 týmy z třetího místa v lize zemí 7–9 - 3 týmy z čtvrtého místa v lize zemí 4–6 - 3 týmy z pátého místa v lize zemí 1–3 | - 29 vítězů z 3. předkola                           | - 14 poražených v 3. předkole Ligy mistrů UEFA 2012/13   |
| Skupinová fáze (48 týmů) | - Vítěz Evropské ligy 2011/12 - 6 vítězů domácího poháru zemí 1–7 (kromě země vítěze 2011/12) | - 31 vítězů 4. předkola                             | - 10 poražených v 4. předkole Ligy mistrů UEFA 2012/13   |
| Play-off (32 týmy)       | | - 12 vítězů skupin - 12 týmů z druhého místa skupin | - 8 týmů z třetího místa skupin Ligy mistrů UEFA 2012/13 |

### Týmy
V závorkách uvedeno místo odkud tým postoupil.
- OT: Obhájce titulu
- VP: Vítěz domácího poháru
- FP: Finalista domácího poháru
- VLP: Vítěz ligového poháru
- P–: místo v baráži o evropskou soutěž
- FPL: Fair play
- LM: vyřazení v Lize mistrů:
  - SK: 3 místo ve skupinách
  - 4P: vyřazení v 4. předkole
  - 3P: vyřazení v 3. předkole

| Vyřazovací fáze – 2. kolo         | Vyřazovací fáze – 2. kolo          | Vyřazovací fáze – 2. kolo      | Vyřazovací fáze – 2. kolo  |
| --------------------------------- | ---------------------------------- | ------------------------------ | -------------------------- |
| (LM SK)                           | (LM SK)                            | (LM SK)                        | (LM SK)                    |
| (LM SK)                           | (LM SK)                            | (LM SK)                        | (LM SK)                    |
| Skupinová fáze                    |                                    |                                |                            |
| Atlético Madrid (OT)              | Udinese (LM 4P)                    | Fenerbahçe (LM 4P)             | Helsingborgs (LM 4P)       |
| Tottenham Hotspur (4.)Pozn. ENG   | Olympique Lyon (VP)                | København (LM 4P)              | Maribor (LM 4P)            |
| Bayer Leverkusen (5.)             | Académica (VP)                     | AEL Limassol (LM 4P)           |                            |
| Borussia Mönchengladbach (LM 4P)  | FK Rubin Kazaň (VP)                | Basel 1893 (LM 4P)             |                            |
| SSC Neapol (VP)                   | Panathinaikos (LM 4P)              | Ironi Kirjat Šmona (LM 4P)     |                            |
| 4. předkolo (Play-Off)            |                                    |                                |                            |
| Newcastle United (5.)             | PSV Eindhoven (VP)                 | Hapoel Tel Aviv (VP)           | (LM 3P)                    |
| Levante UD (6.)                   | AZ Alkmaar (4.)                    | (LM 3P)                        | (LM 3P)                    |
| Stuttgart (6.)                    | Trabzonspor (3.)                   | (LM 3P)                        | (LM 3P)                    |
| Lazio (4.)                        | Atromitos (4.)Pozn. GRE            | (LM 3P)                        | (LM 3P)                    |
| Bordeaux (5.)                     | FC Midtjylland (3.)                | (LM 3P)                        | (LM 3P)                    |
| Sporting CP (4.)                  | Lokeren (VP)                       | (LM 3P)                        | (LM 3P)                    |
| PFK CSKA Moskva (3.)              | Dinamo București (VP)              | (LM 3P)                        |                            |
| Metalist Charkov (3.)             | Heart of Midlothian (VP)           | (LM 3P)                        |                            |
| FK Dněpr Dněpropetrovsk (4.)      | Luzern (2.)                        | (LM 3P)                        |                            |
| 3. předkolo                       |                                    |                                |                            |
| Liverpool (VLP)                   | Marítimo (5.)                      | PAOK (5.)Pozn. GRE             | Sparta Praha (2.)Pozn. CZE |
| Athletic Bilbao (FP)              | Dynamo Moskva (4.)                 | Horsens (4.)                   | Rapid Wien (2.)            |
| Hannover 96 (7.)                  | Arsenal Kyjev (5.)                 | Genk (3.)                      | Omonia (VP)                |
| Internazionale (6.)               | Heerenveen (5.)                    | Steaua București (3.)          |                            |
| Marseille (VLP)                   | Bursaspor (5.)Pozn. TUR            | Dundee United FC (4.)Pozn. SCO |                            |
| 2. předkolo                       |                                    |                                |                            |
| Anži Machačkala (5.)              | Bnei Yehuda (3.)                   | Hajduk Split (2.)              | Vojvodina (3.)             |
| Metalurh Doněck (FP)              | Maccabi Netanya (4.)               | Slaven Belupo (3.)             | AIK Stockholm (2.)         |
| Vitesse (P–1)                     | Viktoria Plzeň (3.)Pozn. CZE       | Naftan Novopolotsk (VP)        | Široki Brijeg (2.)         |
| Eskişehirspor (6.)Pozn. TUR       | FK Mladá Boleslav (4.)Pozn. CZE    | Šachtěr Salihorsk (2.)         | Inter Turku (2.)           |
| Asteras Tripolis FC (6.)Pozn. GRE | FC Admira (3.)                     | Legia Warszawa (VP)            | Sligo Rovers (VP)          |
| Aarhus GF (5.)                    | Ried (FP)                          | Ruch Chorzów (2.)              | Videoton (2.)              |
| Gent (P–1)                        | APOEL (2.)                         | Spartak Trnava (2.)            | FC Milsami Orhei (VP)      |
| Rapid București (4.)              | Anorthosis Famagusta (4.)          | Slovan Bratislava (3.)         | VMFD Žalgiris Vilnius (VP) |
| St. Johnstone (6.)Pozn. SCO       | PFK CSKA Sofia (2.)                | Aalesund (VP)                  | Skonto (VP)                |
| Young Boys (3.)                   | PFK Levski Sofia (3.)              | Tromsø IL (2.)                 | Dila Gori (VP)             |
| Servette (4.)                     | PFK Lokomotiv Plovdiv (FP)         | FK Crvena zvezda (VP)          |                            |
| 1. předkolo                       |                                    |                                |                            |
| Osijek (VP)                       | Šiauliai (4.)                      | FK Aktobe (3.)                 | Floriana (4.)              |
| FK Homel (3.)                     | Metalurgs (2.)                     | Eschen/Mauren (VP)             | Portadown (2.)             |
| Lech Poznań (4.)                  | Daugava Daugavpils (3.)            | Čelik Nikšić (VP)              | Cliftonville (3.)          |
| Senica (FP)                       | Rustavi Metallurgist (2.)          | Rudar Pljevlja (2.)            | Crusaders (FP)             |
| Rosenborg (3.)                    | Torpedo Kutaisi (3.)               | Zeta (3.)                      | EB/Streymur (VP)           |
| Jagodina (4.)                     | Baku (VP)                          | Tirana (VP)                    | Víkingur Gøta (3.)         |
| Elfsborg (3.)                     | Xəzər Lənkəran (2.)                | KS Teuta Durrës (2.)           | NSÍ Runavík (4.)           |
| Kalmar FF (FP)                    | FK Inter Baku (3.)                 | KS Flamurtari Vlora (4.)       | Jeunesse Esch (2.)         |
| Borac Banja Luka (3.)             | Olimpija Ljubljana (2.)            | Levadia Tallinn (VP)           | Grevenmacher (3.)          |
| Sarajevo (4.)                     | Mura 05 (3.)                       | Nõmme Kalju (2.)               | Differdange 03 (4.)        |
| JJK Jyväskylä (3.)                | Celje (FP)                         | Narva JK Trans (3.)            | FC Santa Coloma (VP)       |
| KuPS (FP)                         | FK Renova Džepčište (VP)           | Bangor City FC (2.)            | UE Santa Coloma (3.)       |
| St Patrick's Athletic (4.)        | Metalurg Skopje (2.)               | Llanelli (P–1)                 | SP La Fiorita (VP)         |
| Bohemian FC (5.)Pozn. IRL         | FK Škendija 79 Tetovo (3.)         | Cefn Druids (FP)               | Libertas (2.)              |
| Budapest Honvéd FC (4.)Pozn. HUN  | Fimleikafélag Hafnarfjarðar (2.)   | FC Širak Gjumri (VP)           | Stabæk (FPL)               |
| MTK Budapešť (FP)                 | Íþróttabandalag Vestmannaeyja (3.) | Gandzasar Kapan FC (2.)        | MYPA (FPL)                 |
| FC Dacia Chișinău (2.)            | Þór Akureyri (FP)                  | FC Pjunik Jerevan (3.)         | Twente (FPL)               |
| Zimbru Chişinău (3.)              | Ordabasy (VP)                      | Hibernians (VP)                |                            |
| Sūduva Marijampolė (3.)           | FK Žetisu (2.)                     | Birkirkara (3.)                |                            |

Poznámky
- Česká republika (CZE): Sigma Olomouc, vítěz Poháru České pošty 2011/12, si vybojovala účast ve 3. předkole. Nicméně, UEFA potrestala tento klub za korupční jednání, které musel řešit soud. Náhradou byla Mladá Boleslav, čtvrtý tým Gambrinus ligy.[11][12]
- Anglie (ENG): Tottenham Hotspur, čtvrtý tým Premier League 2011/12, si vybojoval účast v Play-Off Ligy mistrů 2012/13. Toto místo však musel přepustit Chelsea (6. místo), která obhajovala titul z ročníku 2011/12. Tottenham byl přeřazen do skupinové fáze Evropské ligy.
- Řecko (GRE): AEK Atény, třetí tým Řecké Superligy 2011/12, nezískal licenci UEFA pro start v jejích soutěžích pro sezonu 2012/13. Důvodem byly finanční problémy.[13] Důsledekm byl posun kvalifikovaných týmů o pozici výše, čili Atromitos do 4. předkola a PAOK do 3. předkola (původně 3. a 2. předkolo). Poslední volné místo, ve 2. předkole, získal šestý tým Superligy – Asteras Tripolis FC.
- Maďarsko (HUN): Győr skončil na 3. místě v Maďarské lize 2011/12, ale nemohl startovat v Evropské lize kvůli problémům s profesionální licencí.[14] Náhradou byl Budapest Honvéd FC, čtvrtý tým v ligové tabulce, který zastoupil Győr v 1. předkole.
- Irsko (IRL): Protože Derry City, třetí tým Irské ligy 2011/12, byl před dvěma lety v likvidaci (podle pravidel UEFA nesmí nastoupit 3 roky v jejích soutěžích), byl nahrazen týmem Bohemian FC, pátým týmem předchozího ligového ročníku.[15]
- Skotsko (SCO): Ve Scottish Premiership 2011/12 skončil na druhém místě slavný Rangers FC, který se kvůli velkým finančním problémům ocitl na pokraji krachu. UEFA mu odmítla udělit licenci pro start v Lize mistrů i v Evropské lize a neúspěšné bylo i následné odvolání klubu.[16] Důsledkem toho byly ostatní skotské kluby posunuty o pozici výše. Motherwell, třetí tým ligové tabulky, nahradil Rangers ve 3. předkole Ligy mistrů. Tím se uvolnilo místo ve 3. předkole Evropské ligy, které zaplnil, původně do 2. předkola nasazený, Dundee United FC (čtvrtý tým v lize). Na jeho místo se tak finálně posunul St. Johnstone, šestý tým v lize (Heart of Midlothian, 5. v lize se kvalifikoval do Play-Off jako vítěz domácího poháru).
- Turecko (TUR): Beşiktaş JK, 4. tým Süper Lig 2011/12 byl potrestán zákazem startu v ročníku 2012/13. Důvodem byly finanční problémy.[17] Nahradil ho Eskişehirspor, šestý tým Süper Lig, který bude startovat ve 2. předkole Evropské ligy. Původně byl vyloučen i Bursaspor, ale jeho odvolání bylo sportovní arbitráží přijato jako odůvodněné.

## Termíny hracích dnů a data losování
Poznámka: Rozvrh soutěže představený UEFA.
Všechno losování se uskuteční v Nyonu (Švýcarsko), pokud není uvedeno jinak.
| Fáze            | Kolo            | Termín losu                                  | První zápas                                  | Odveta                                       |
| --------------- | --------------- | -------------------------------------------- | -------------------------------------------- | -------------------------------------------- |
| Předkola        | 1. předkolo     | 25. června 2012                              | 5. července 2012                             | 12. července 2012                            |
| Předkola        | 2. předkolo     | 25. června 2012                              | 19. července 2012                            | 26. července 2012                            |
| Předkola        | 3. předkolo     | 20. července 2012                            | 2. srpna 2012                                | 9. srpna 2012                                |
| Play-off        | 4. předkolo     | 10. srpna 2012                               | 23. srpna 2012                               | 30. srpna 2012                               |
| Skupinová fáze  | 1. den          | 31. srpna 2012 (Monako)                      | 20. září 2012                                | 20. září 2012                                |
| Skupinová fáze  | 2. den          | 31. srpna 2012 (Monako)                      | 4. října 2012                                | 4. října 2012                                |
| Skupinová fáze  | 3. den          | 31. srpna 2012 (Monako)                      | 25. října 2012                               | 25. října 2012                               |
| Skupinová fáze  | 4. den          | 31. srpna 2012 (Monako)                      | 8. listopadu 2012                            | 8. listopadu 2012                            |
| Skupinová fáze  | 5. den          | 31. srpna 2012 (Monako)                      | 22. listopadu 2012                           | 22. listopadu 2012                           |
| Skupinová fáze  | 6. den          | 31. srpna 2012 (Monako)                      | 6. prosince 2012                             | 6. prosince 2012                             |
| Vyřazovací fáze | Šestnáctifinále | 20. prosince 2012                            | 14. února 2013                               | 21. února 2013                               |
| Vyřazovací fáze | Osmifinále      | 20. prosince 2012                            | 7. března 2013                               | 14. března 2013                              |
| Vyřazovací fáze | Čtvrtfinále     | 15. března 2013                              | 4. dubna 2013                                | 11. dubna 2013                               |
| Vyřazovací fáze | Semifinále      | 12. dubna 2013                               | 25. dubna 2013                               | 2. května 2013                               |
| Finále          | Finále          | 15. května 2013 (Amsterdam ArenA, Amsterdam) | 15. května 2013 (Amsterdam ArenA, Amsterdam) | 15. května 2013 (Amsterdam ArenA, Amsterdam) |

## Předkola

### 1. předkolo
Los prvních dvou předkol – 25. června 2012. Úvodní zápasy 5., odvety 12. července 2012.
| Domácí v 1. zápase     | Celkem  | Hosté v 1. zápase  | 1. zápas | 2. zápas     |
| ---------------------- | ------- | ------------------ | -------- | ------------ |
| Narva JK Trans         | 0:7     | FK Inter Baku      | 0:5      | 0:2          |
| MTK Budapešť           | 2:3     | Senica             | 1:1      | 1:2          |
| KF Tirana              | 2:0     | Grevenmacher       | 2:0      | 0:0          |
| Torpedo Kutaisi        | 1:2     | FK Aktobe          | 1:1      | 0:1          |
| Borac Banja Luka       | 3:3 (v) | Čelik Nikšić       | 2:2      | 1:1          |
| FK Baku                | 0:2     | Mura 05            | 0:0      | 0:2          |
| Elfsborg               | 12:0    | Floriana           | 8:0      | 4:0          |
| FK Renova Džepčište    | 8:0     | Libertas           | 4:0      | 4:0          |
| FC Santa Coloma        | 1:4     | Osijek             | 0:1      | 1:3          |
| Jagodina               | 0:1     | Ordabasy           | 0:1      | 0:0          |
| Differdange 03         | 6:0     | NSÍ Runavík        | 3:0      | 3:0          |
| Crusaders              | 0:4     | Rosenborg          | 0:3      | 0:1          |
| Cefn Druids            | 0:5     | MYPA               | 0:0      | 0:5          |
| Levadia Tallinn        | 2:2 (v) | Šiauliai           | 1:0      | 1:2          |
| Bohemians              | 1:5     | Þór Akureyri       | 0:0      | 1:5          |
| Sarajevo               | 9:6     | Hibernians         | 5:2      | 4:4          |
| Twente                 | 9:0     | UE Santa Coloma    | 6:0      | 3:0          |
| Rudar Pljevlja         | 1:2     | FC Širak Gjumri    | 0:1      | 1:1          |
| KS Flamurtari Vlora    | 0:3     | Budapest Honvéd FC | 0:1      | 0:2          |
| FC Dacia Chișinău      | 2:0     | NK Celje           | 1:0      | 1:0          |
| Sūduva Marijampolė     | 3:3 (v) | Daugava Daugavpils | 0:1      | 3:2          |
| KuPS                   | 3:2     | Llanelli           | 2:1      | 1:1          |
| Cliftonville           | 1:4     | Kalmar FF          | 1:0      | 0:4          |
| Víkingur Gøta          | 0:10    | FK Homel           | 0:6      | 0:4          |
| FH                     | 3:1     | Eschen/Mauren      | 2:1      | 1:0          |
| Lech Poznań            | 3:1     | FK Žetisu          | 2:0      | 1:1          |
| Khazar Lankaran        | 4:2     | Nõmme Kalju        | 2:2      | 2:0          |
| Birkirkara             | 2:2 (v) | Metalurg Skopje    | 2:2      | 0:0          |
| FC Pjunik Jerevan      | 2:4     | Zeta               | 0:3      | 2:1          |
| KS Teuta Durrës        | 1:9     | Metalurgi Rustavi  | 0:3      | 1:6          |
| Olimpija Ljubljana     | 6:0     | Jeunesse Esch      | 3:0      | 3:0          |
| EB/Streymur            | 3:3 (v) | Gandzasar Kapan FC | 3:1      | 0:2          |
| St. Patrick's Athletic | 2:2 (v) | ÍBV                | 1:0      | 1:2 (prodl.) |
| SP La Fiorita          | 0:6     | Liepājas Metalurgs | 0:2      | 0:4          |
| JJK                    | 4:3     | Stabæk             | 2:0      | 2:3          |
| Bangor City FC         | 1:2     | Zimbru Chişinău    | 0:0      | 1:2          |
| FK Škendija 79 Tetovo  | 1:2     | Portadown          | 0:0      | 1:2          |

### 2. předkolo
Úvodní zápasy 19., odvety 26. července 2012.
| Domácí v 1. zápase    | Celkem         | Hosté v 1. zápase      | 1. zápas | 2. zápas     |
| --------------------- | -------------- | ---------------------- | -------- | ------------ |
| Khazar Lankaran       | 1:2            | Lech Poznań            | 1:1      | 0:1          |
| Eskişehirspor         | 3:1            | St. Johnstone          | 2:0      | 1:1          |
| Hajduk Split          | 2:1            | Skonto                 | 2:0      | 0:1          |
| AIK Stockholm         | 2:1            | FH                     | 1:1      | 1:0          |
| FK Renova Džepčište   | 1:2            | FK Homel               | 0:2      | 1:0          |
| Naftan Novopolotsk    | 6:7            | FK Crvena zvezda       | 3:4      | 3:3          |
| Vojvodina             | 5:1            | Sūduva Marijampolė     | 1:1      | 4:0          |
| JJK                   | 3:3 (v)        | Zeta                   | 3:2      | 0:1          |
| Young Boys            | 1:1 (4:1 pen.) | Zimbru Chişinău        | 1:0      | 0:1          |
| PFK Lokomotiv Plovdiv | 5:7            | Vitesse                | 4:4      | 1:3          |
| KF Tirana             | 1:6            | Aalesund               | 1:1      | 0:5          |
| Metalurh Doněck       | 11:2           | Čelik Nikšić           | 7:0      | 4:2          |
| Maccabi Netanya       | 2:2 (v)        | KuPS                   | 1:2      | 1:0          |
| Mladá Boleslav        | 4:0            | Þór Akureyri           | 3:0      | 1:0          |
| Levadia Tallinn       | 1:6            | Anorthosis Famagusta   | 1:3      | 0:3          |
| FC Milsami Orhei      | 4:5            | FK Aktobe              | 4:2      | 0:3          |
| Slaven Belupo         | 10:2           | Portadown              | 6:0      | 4:2          |
| Servette              | 5:1            | Gandzasar Kapan FC     | 2:0      | 3:1          |
| Twente                | 6:1            | Inter Turku            | 1:1      | 5:0          |
| VMFD Žalgiris Vilnius | 2:6            | FC Admira              | 1:1      | 1:5          |
| Osijek                | 1:6            | Kalmar FF              | 1:3      | 0:3          |
| Slovan Bratislava     | 1:1 (v)        | Videoton               | 1:1      | 0:0          |
| Rapid București       | 5:1            | MYPA                   | 3:1      | 2:0          |
| Metalurgi Rustavi     | 1:5            | Viktoria Plzeň         | 1:3      | 0:2          |
| Mura 05               | 1:1 (v)        | PFK CSKA Sofia         | 0:0      | 1:1          |
| FK Inter Baku         | 2:2 (2:4 pen.) | Asteras Tripolis FC    | 1:1      | 1:1          |
| Differdange 03        | 2:4            | Gent                   | 0:1      | 2:3          |
| Anži Machačkala       | 5:0            | Budapest Honvéd FC     | 1:0      | 4:0          |
| PFK Levski Sofia      | 2:3            | Sarajevo               | 1:0      | 1:3          |
| Liepājas Metalurgs    | 3:7            | Legia Warszawa         | 2:2      | 1:5          |
| Šachtěr Salihorsk     | 1:1 (v)        | Ried                   | 1:1      | 0:0          |
| Bnei Yehuda           | 3:0            | FC Širak Gjumri        | 2:0      | 1:0          |
| Rosenborg             | 4:3            | Ordabasy               | 2:2      | 2:1          |
| Spartak Trnava        | 4:2            | Sligo Rovers           | 3:1      | 1:1          |
| FC Dacia Chișinău     | 1:2            | Elfsborg               | 1:0      | 0:2          |
| Široki Brijeg         | 2:3            | St. Patrick's Athletic | 1:1      | 1:2 (prodl.) |
| APOEL                 | 3:0            | Senica                 | 2:0      | 1:0          |
| Ruch Chorzów          | 6:1            | Metalurg Skopje        | 3:1      | 3:0          |
| Aarhus GF             | 2:5            | Dila Gori              | 1:2      | 1:3          |
| Olimpija Ljubljana    | 0:1            | Tromsø                 | 0:0      | 0:1 (prodl.) |

### 3. předkolo
Termín losu – 20. července 2012. Úvodní zápasy 2., odvety 9. srpna 2012.
| Domácí v 1. zápase     | Celkem         | Hosté v 1. zápase    | 1. zápas     | 2. zápas |
| ---------------------- | -------------- | -------------------- | ------------ | -------- |
| Videoton               | 4:0            | Gent                 | 1:0          | 3:0      |
| AIK Stockholm          | 3:1            | Lech Poznań          | 3:0          | 0:1      |
| Eskişehirspor          | 1:4            | Marseille            | 1:1          | 0:3      |
| FK Crvena zvezda       | 0:0 (6:5 pen.) | Omonia               | 0:0          | 0:0      |
| Sarajevo               | 2:2 (v)        | Zeta                 | 2:1          | 0:1      |
| FC Admira              | 2:4            | Sparta Praha         | 0:2          | 2:2      |
| Kalmar FF              | 1:3            | Young Boys           | 1:0          | 0:3      |
| Dundee United FC       | 2:7            | FK Dynamo Moskva     | 2:2          | 0:5      |
| Arsenal Kyjev          | 2:3            | Mura 05              | 0:3 (kont.)1 | 2:0      |
| KuPS                   | 1:6            | Bursaspor            | 1:0          | 0:6      |
| Steaua București       | 3:1            | Spartak Trnava       | 0:1          | 3:0      |
| FK Homel               | 0:4            | Liverpool            | 0:1          | 0:3      |
| Ried                   | 3:4            | Legia Warszawa       | 2:1          | 1:3      |
| St. Patrick's Athletic | 0:5            | Hannover 96          | 0:3          | 0:2      |
| Servette               | 1:1 (v)        | Rosenborg            | 1:1          | 0:0      |
| Athletic Bilbao        | 4:3            | Slaven Belupo        | 3:1          | 1:2      |
| Anži Machačkala        | 4:0            | Vitesse              | 2:0          | 2:0      |
| Asteras Tripolis FC    | 1:1 (v)        | Marítimo             | 1:1          | 0:0      |
| Heerenveen             | 4:1            | Rapid București      | 4:0          | 0:1      |
| Ruch Chorzów           | 0:7            | Viktoria Plzeň       | 0:2          | 0:5      |
| Horsens                | 4:3            | Elfsborg             | 1:1          | 3:2      |
| APOEL                  | 3:1            | Aalesund             | 2:1          | 1:0      |
| Hajduk Split           | 2:3            | Inter Milan          | 0:3          | 2:0      |
| Vojvodina              | 2:3            | Rapid Wien           | 2:1          | 0:2      |
| Genk                   | 4:2            | FK Aktobe            | 2:1          | 2:1      |
| Tromsø                 | 2:1            | Metalurh Doněck      | 1:1          | 1:0      |
| Twente                 | 4:0            | Mladá Boleslav       | 2:0          | 2:0      |
| Bnei Yehuda            | 1:6            | PAOK                 | 0:2          | 1:4      |
| Dila Gori              | 3:1            | Anorthosis Famagusta | 0:1          | 3:02     |

1 Za Arsenal Kyjev nastoupil hráč, který kvůli karetnímu trestu nastoupit nesměl. Utkání bylo kontumováno ve prospěch Mury 05.

2 Zápas přerušen v 82. minutě kvůli řádění fanoušků. Gori vedlo na hřišti svého soupeře 3:0. Tento výsledek byl nakonec určen komisí UEFA jako konečný.

### 4. předkolo
Termín losu – 10. srpna 2012. Úvodní zápasy 23., odvety 30. srpna 2012.
| Domácí v 1. zápase  | Celkem         | Hosté v 1. zápase       | 1. zápas | 2. zápas     |
| ------------------- | -------------- | ----------------------- | -------- | ------------ |
| Anži Machačkala     | 6:0            | AZ Alkmaar              | 1:0      | 5:0          |
| Neftçi Baku PFK     | 4:2            | APOEL                   | 1:1      | 3:1          |
| Atromitos           | 1:2            | Newcastle United        | 1:1      | 0:1          |
| Tromsø              | 3:3 (v)        | Partizan                | 3:2      | 0:1          |
| Vaslui              | 2:4            | Inter Milan             | 0:2      | 2:2          |
| Heart of Midlothian | 1:2            | Liverpool               | 0:1      | 1:1          |
| Athletic Bilbao     | 9:3            | HJK                     | 6:0      | 3:3          |
| Marítimo            | 3:0            | Dila Gori               | 1:0      | 2:0          |
| Debrecen            | 1:7            | Club Brugge             | 0:3      | 1:4          |
| Molde               | 4:1            | Heerenveen              | 2:0      | 2:1          |
| Sheriff Tiraspol    | 1:2            | Marseille               | 1:2      | 0:0          |
| Trabzonspor         | 0:0 (2:4 pen.) | Videoton                | 0:0      | 0:0          |
| FC Midtjylland      | 2:3            | Young Boys              | 0:3      | 2:0          |
| Śląsk Wrocław       | 4:10           | Hannover 96             | 3:5      | 1:5          |
| Dinamo București    | 1:4            | Metalist Charkov        | 0:2      | 1:2          |
| Horsens             | 1:6            | Sporting CP             | 1:1      | 0:5          |
| F91 Dudelange       | 1:7            | Hapoel Tel Aviv         | 1:3      | 0:4          |
| Feyenoord           | 2:4            | Sparta Praha            | 2:2      | 0:2          |
| Motherwell          | 0:3            | Levante UD              | 0:2      | 0:1          |
| FK Crvena zvezda    | 2:3            | Bordeaux                | 0:0      | 2:3          |
| Lokeren             | 2:2 (v)        | Viktoria Plzeň          | 2:1      | 0:1          |
| Mura 05             | 1:5            | Lazio                   | 0:2      | 1:3          |
| AIK Stockholm       | 2:1            | PFK CSKA Moskva         | 0:1      | 2:0          |
| Legia Warszawa      | 2:3            | Rosenborg               | 1:1      | 1:2          |
| Bursaspor           | 4:5            | Twente                  | 3:1      | 1:4 (prodl.) |
| Ekranas             | 0:5            | Steaua București        | 0:2      | 0:3          |
| Slovan Liberec      | 4:6            | FK Dněpr Dněpropetrovsk | 2:2      | 2:4          |
| Stuttgart           | 3:1            | FK Dynamo Moskva        | 2:0      | 1:1          |
| PAOK                | 2:4            | Rapid Wien              | 2:1      | 0:3          |
| Luzern              | 2:3            | Genk                    | 2:1      | 0:2          |
| Zeta                | 0:14           | PSV Eindhoven           | 0:5      | 0:9          |

## Základní skupiny
Termín losu – 31. srpna 2012.
| Vysvětlivky | Vysvětlivky               |
| ----------- | ------------------------- |
|             | Postup do šestnáctifinále |

### Skupina A
| Tým             | Z | V | R | P | VG | IG | +/- | B  |
| --------------- | - | - | - | - | -- | -- | --- | -- |
| Liverpool       | 6 | 3 | 1 | 2 | 11 | 9  | +2  | 10 |
| Anži Machačkala | 6 | 3 | 1 | 2 | 7  | 5  | +2  | 10 |
| Young Boys      | 6 | 3 | 1 | 2 | 14 | 13 | +1  | 10 |
| Udinese         | 6 | 1 | 1 | 4 | 7  | 12 | -5  | 4  |

|                 | AM  | LIV | UDI | YB  |
| --------------- | --- | --- | --- | --- |
| Anži Machačkala | –   | 1:0 | 2:0 | 2:0 |
| Liverpool       | 1:0 | –   | 2:3 | 2:2 |
| Udinese         | 1:1 | 0:1 | –   | 2:3 |
| Young Boys      | 3:1 | 3:5 | 3:1 | –   |

### Skupina B
| Tým             | Z | V | R | P | VG | IG | +/- | B  |
| --------------- | - | - | - | - | -- | -- | --- | -- |
| Viktoria Plzeň  | 6 | 4 | 1 | 1 | 11 | 4  | +7  | 13 |
| Atlético Madrid | 6 | 4 | 0 | 2 | 7  | 4  | +3  | 12 |
| Académica       | 6 | 1 | 2 | 3 | 6  | 9  | -3  | 5  |
| Hapoel Tel Aviv | 6 | 1 | 1 | 4 | 4  | 11 | -7  | 4  |

|                 | ACA | AM  | HTA | VP  |
| --------------- | --- | --- | --- | --- |
| Académica       | –   | 2:0 | 1:1 | 1:1 |
| Atlético Madrid | 2:1 | –   | 1:0 | 1:0 |
| Hapoel Tel Aviv | 2:0 | 0:3 | –   | 1:2 |
| Viktoria Plzeň  | 3:1 | 1:0 | 4:0 | –   |

### Skupina C
| Tým                      | Z | V | R | P | VG | IG | +/- | B  |
| ------------------------ | - | - | - | - | -- | -- | --- | -- |
| Fenerbahçe               | 6 | 4 | 1 | 1 | 10 | 7  | +3  | 13 |
| Borussia Mönchengladbach | 6 | 3 | 2 | 1 | 11 | 6  | +5  | 11 |
| Marseille                | 6 | 1 | 2 | 3 | 9  | 11 | -2  | 5  |
| AEL Limassol             | 6 | 1 | 1 | 4 | 4  | 10 | -6  | 4  |

|                          | AEL | BM  | FEN | OM  |
| ------------------------ | --- | --- | --- | --- |
| AEL Limassol             | –   | 0:0 | 0:1 | 3:0 |
| Borussia Mönchengladbach | 2:0 | –   | 2:4 | 2:0 |
| Fenerbahçe               | 2:0 | 0:3 | –   | 2:2 |
| Marseille                | 5:1 | 2:2 | 0:1 | –   |

### Skupina D
| Tým              | Z | V | R | P | VG | IG | +/- | B  |
| ---------------- | - | - | - | - | -- | -- | --- | -- |
| Bordeaux         | 6 | 4 | 1 | 1 | 10 | 5  | +5  | 13 |
| Newcastle United | 6 | 2 | 3 | 1 | 7  | 5  | +2  | 9  |
| Marítimo         | 6 | 1 | 3 | 2 | 4  | 6  | -2  | 6  |
| Club Brugge      | 6 | 1 | 1 | 4 | 6  | 11 | -5  | 4  |

|                  | BOR | CB  | MAR | NU  |
| ---------------- | --- | --- | --- | --- |
| Bordeaux         | –   | 4:0 | 1:0 | 2:0 |
| Club Brugge      | 1:2 | –   | 2:0 | 2:2 |
| Marítimo         | 1:1 | 2:1 | –   | 0:0 |
| Newcastle United | 3:0 | 1:0 | 1:1 | –   |

### Skupina E
| Tým              | Z | V | R | P | VG | IG | +/- | B  |
| ---------------- | - | - | - | - | -- | -- | --- | -- |
| Steaua București | 6 | 3 | 2 | 1 | 9  | 9  | 0   | 11 |
| Stuttgart        | 6 | 2 | 2 | 2 | 9  | 6  | +3  | 8  |
| København        | 6 | 2 | 2 | 2 | 5  | 6  | -1  | 8  |
| Molde            | 6 | 2 | 0 | 4 | 6  | 8  | -2  | 6  |

|                  | COP | MOL | SB  | STU |
| ---------------- | --- | --- | --- | --- |
| København        | –   | 2:1 | 1:1 | 0:2 |
| Molde            | 1:2 | –   | 1:2 | 2:0 |
| Steaua București | 1:0 | 2:0 | –   | 1:5 |
| Stuttgart        | 0:0 | 0:1 | 2:2 | –   |

### Skupina F
| Tým                     | Z | V | R | P | VG | IG | +/- | B  |
| ----------------------- | - | - | - | - | -- | -- | --- | -- |
| FK Dněpr Dněpropetrovsk | 6 | 5 | 0 | 1 | 16 | 8  | +8  | 15 |
| Neapol                  | 6 | 3 | 0 | 3 | 12 | 12 | 0   | 9  |
| PSV Eindhoven           | 6 | 2 | 1 | 3 | 8  | 7  | +1  | 7  |
| AIK Stockholm           | 6 | 1 | 1 | 4 | 5  | 14 | -9  | 4  |

|                         | AIK | DNI | NAP | PSV |
| ----------------------- | --- | --- | --- | --- |
| AIK Stockholm           | –   | 2:3 | 1:2 | 1:0 |
| FK Dněpr Dněpropetrovsk | 4:0 | –   | 3:1 | 2:0 |
| Neapol                  | 4:0 | 4:2 | –   | 1:3 |
| PSV Eindhoven           | 1:1 | 1:2 | 3:0 | –   |

### Skupina G
| Tým         | Z | V | R | P | VG | IG | +/- | B  |
| ----------- | - | - | - | - | -- | -- | --- | -- |
| Genk        | 6 | 3 | 3 | 0 | 9  | 4  | +5  | 12 |
| Basel       | 6 | 2 | 3 | 1 | 7  | 4  | +3  | 9  |
| Videoton    | 6 | 2 | 0 | 4 | 6  | 8  | -2  | 6  |
| Sporting CP | 6 | 1 | 2 | 3 | 4  | 10 | -6  | 5  |

|             | BAS | GEN | SCP | VID |
| ----------- | --- | --- | --- | --- |
| Basel       | –   | 2:2 | 3:0 | 1:0 |
| Genk        | 0:0 | –   | 2:1 | 3:0 |
| Sporting CP | 0:0 | 1:1 | –   | 2:1 |
| Videoton    | 2:1 | 0:1 | 3:0 | –   |

### Skupina H
| Tým             | Z | V | R | P | VG | IG | +/- | B  |
| --------------- | - | - | - | - | -- | -- | --- | -- |
| FK Rubin Kazaň  | 6 | 4 | 2 | 0 | 10 | 3  | +7  | 14 |
| Internazionale  | 6 | 3 | 2 | 1 | 11 | 9  | +2  | 11 |
| Partizan        | 6 | 0 | 3 | 3 | 3  | 8  | -5  | 3  |
| Neftçi Baku PFK | 6 | 0 | 3 | 3 | 4  | 8  | -4  | 3  |

|                 | INT | NB  | PAR | RK  |
| --------------- | --- | --- | --- | --- |
| Internazionale  | –   | 2:2 | 1:0 | 2:2 |
| Neftçi Baku PFK | 1:3 | –   | 1:1 | 0:1 |
| Partizan        | 1:3 | 0:0 | –   | 1:1 |
| FK Rubin Kazaň  | 3:0 | 1:0 | 2:0 | –   |

### Skupina I
| Tým                | Z | V | R | P | VG | IG | +/- | B  |
| ------------------ | - | - | - | - | -- | -- | --- | -- |
| Olympique Lyon     | 6 | 5 | 1 | 0 | 14 | 8  | +6  | 16 |
| Sparta Praha       | 6 | 2 | 3 | 1 | 9  | 6  | +3  | 9  |
| Athletic Bilbao    | 6 | 1 | 2 | 3 | 7  | 9  | -2  | 5  |
| Ironi Kirjat Šmona | 6 | 0 | 2 | 4 | 6  | 13 | -7  | 2  |

|                    | AB  | KS  | OL  | SP  |
| ------------------ | --- | --- | --- | --- |
| Athletic Bilbao    | –   | 1:1 | 2:3 | 0:0 |
| Ironi Kirjat Šmona | 0:2 | –   | 3:4 | 1:1 |
| Lyon               | 2:1 | 2:0 | –   | 2:1 |
| Sparta Praha       | 3:1 | 3:1 | 1:1 | –   |

### Skupina J
| Tým               | Z | V | R | P | VG | IG | +/- | B  |
| ----------------- | - | - | - | - | -- | -- | --- | -- |
| Lazio             | 6 | 3 | 3 | 0 | 9  | 2  | +7  | 12 |
| Tottenham Hotspur | 6 | 2 | 4 | 0 | 8  | 4  | +4  | 10 |
| Panathinaikos     | 6 | 1 | 2 | 3 | 4  | 11 | -7  | 5  |
| Maribor           | 6 | 1 | 1 | 4 | 6  | 10 | -4  | 4  |

|                   | LAZ | MAR | PAN | TH  |
| ----------------- | --- | --- | --- | --- |
| Lazio             | –   | 1:0 | 3:0 | 0:0 |
| Maribor           | 1:4 | –   | 3:0 | 1:1 |
| Panathinaikos     | 1:1 | 1:0 | –   | 1:1 |
| Tottenham Hotspur | 0:0 | 3:1 | 3:1 | –   |

### Skupina K
| Tým              | Z | V | R | P | VG | IG | +/- | B  |
| ---------------- | - | - | - | - | -- | -- | --- | -- |
| Metalist Charkov | 6 | 4 | 1 | 1 | 9  | 3  | +6  | 13 |
| Bayer Leverkusen | 6 | 4 | 1 | 1 | 9  | 2  | +7  | 13 |
| Rosenborg        | 6 | 2 | 0 | 4 | 7  | 10 | -3  | 6  |
| Rapid Wien       | 6 | 1 | 0 | 5 | 4  | 14 | -10 | 3  |

|                  | BL  | MK  | RW  | ROS |
| ---------------- | --- | --- | --- | --- |
| Bayer Leverkusen | –   | 0:0 | 3:0 | 1:0 |
| Metalist Charkov | 2:0 | –   | 2:0 | 3:1 |
| Rapid Wien       | 0:4 | 1:0 | –   | 1:2 |
| Rosenborg        | 0:1 | 1:2 | 3:2 | –   |

### Skupina L
| Tým         | Z | V | R | P | VG | IG | +/- | B  |
| ----------- | - | - | - | - | -- | -- | --- | -- |
| Hannover 96 | 6 | 3 | 3 | 0 | 11 | 8  | +3  | 12 |
| Levante UD  | 6 | 3 | 2 | 1 | 10 | 5  | +5  | 11 |
| Helsingborg | 6 | 1 | 1 | 4 | 9  | 12 | -3  | 4  |
| Twente      | 6 | 0 | 4 | 2 | 5  | 10 | -5  | 4  |

|             | HAN | HEL | LEV | TWE |
| ----------- | --- | --- | --- | --- |
| Hannover 96 | –   | 3:2 | 2:1 | 0:0 |
| Helsingborg | 1:2 | –   | 1:3 | 2:2 |
| Levante UD  | 2:2 | 1:0 | –   | 3:0 |
| Twente      | 2:2 | 1:3 | 0:0 | –   |

## Vyřazovací fáze
V průběhu vyřazovací fáze soutěže hraje tým v každém kole proti jednomu soupeři dvojzápasovým systémem "doma-venku". Z tohoto souboje je jeden vyřazen a druhý postupuje, díky čemuž již po 4. takto hraném kole zbudou pouze dva týmy. Ty pak utvoří finálovou dvojici a utkají se na předem určeném (až 2 roky předem) neutrálním hřišti.
Los šestnáctifinálových a osmifinálových dvojic proběhl 20. prosince 2012. K rozlosování čtvrtfinále došlo 15. března 2013 a zbytek soutěže bude rozlosován 12. dubna 2013.
Při losu šestnáctifinálových dvojic bylo 32 týmů rozděleno do dvou košů po šestnácti. Vítězové skupin byli v koši nasazených, kvalifikanti z druhých míst jako nenasazení. Týmy postupující ze třetích míst základních skupin Ligy mistrů byly seřazeny do žebříčku a nejlepší čtyři se přidali k nasazeným týmům a zbylí čtyři k nenasazeným. Do jedné dvojice nemohly být nalosovány dva kluby, které se již utkaly v základní skupině ani dva kluby z jedné země. Zároveň bylo nalosováno, na čím hřišti souboj začne (kromě šestnáctifinále, kde se začíná na hřišti nenasazeného).
Při losu osmifinále a zbytku pavouku soutěže pak již kluby nebyly nijak nasazeny a mohl se utkat každý s každým včetně souboje klubů z jedné země.
Týmy kvalifikované do vyřazovací fáze
| Vysvětlivky                         |
| ----------------------------------- |
| Nasazení při losu šestnáctifinále   |
| Nenasazení při losu šestnáctifinále |

| Skupina | Vítězové skupin         | Postupující z 2. místa   |
| ------- | ----------------------- | ------------------------ |
| A       | Liverpool               | Anži Machačkala          |
| B       | Viktoria Plzeň          | Atlético Madrid          |
| C       | Fenerbahçe              | Borussia Mönchengladbach |
| D       | Bordeaux                | Newcastle United         |
| E       | Steaua București        | Stuttgart                |
| F       | FK Dněpr Dněpropetrovsk | SSC Neapol               |
| G       | Genk                    | FC Basel 1893            |
| H       | FK Rubin Kazaň          | Inter Milano             |
| I       | Olympique Lyon          | Sparta Praha             |
| J       | Lazio                   | Tottenham Hotspur        |
| K       | FK Metalist Charkov     | Bayer Leverkusen         |
| L       | Hannover 96             | Levante UD               |

| Postupující ze třetích míst základních skupin Ligy mistrů UEFA 2011/12 | Postupující ze třetích míst základních skupin Ligy mistrů UEFA 2011/12 | Postupující ze třetích míst základních skupin Ligy mistrů UEFA 2011/12 | Postupující ze třetích míst základních skupin Ligy mistrů UEFA 2011/12 | Postupující ze třetích míst základních skupin Ligy mistrů UEFA 2011/12 | Postupující ze třetích míst základních skupin Ligy mistrů UEFA 2011/12 | Postupující ze třetích míst základních skupin Ligy mistrů UEFA 2011/12 | Postupující ze třetích míst základních skupin Ligy mistrů UEFA 2011/12 | Postupující ze třetích míst základních skupin Ligy mistrů UEFA 2011/12 | Postupující ze třetích míst základních skupin Ligy mistrů UEFA 2011/12 |
| Sk.                                                                    | Tým                                                                    | Z                                                                      | V                                                                      | R                                                                      | P                                                                      | VG                                                                     | IG                                                                     | +/-                                                                    | B                                                                      |
| ---------------------------------------------------------------------- | ---------------------------------------------------------------------- | ---------------------------------------------------------------------- | ---------------------------------------------------------------------- | ---------------------------------------------------------------------- | ---------------------------------------------------------------------- | ---------------------------------------------------------------------- | ---------------------------------------------------------------------- | ---------------------------------------------------------------------- | ---------------------------------------------------------------------- |
| E                                                                      | Chelsea                                                                | 6                                                                      | 3                                                                      | 1                                                                      | 2                                                                      | 16                                                                     | 10                                                                     | +6                                                                     | 10                                                                     |
| H                                                                      | CFR Kluž                                                               | 6                                                                      | 3                                                                      | 1                                                                      | 2                                                                      | 9                                                                      | 7                                                                      | +2                                                                     | 10                                                                     |
| B                                                                      | Olympiakos Pireus                                                      | 6                                                                      | 3                                                                      | 0                                                                      | 3                                                                      | 9                                                                      | 9                                                                      | 0                                                                      | 9                                                                      |
| G                                                                      | Benfica Lisabon                                                        | 6                                                                      | 2                                                                      | 2                                                                      | 2                                                                      | 5                                                                      | 5                                                                      | 0                                                                      | 8                                                                      |
| C                                                                      | Zenit Sankt-Petěrburg                                                  | 6                                                                      | 2                                                                      | 1                                                                      | 3                                                                      | 6                                                                      | 9                                                                      | -3                                                                     | 7                                                                      |
| F                                                                      | FK BATE                                                                | 6                                                                      | 2                                                                      | 0                                                                      | 4                                                                      | 9                                                                      | 15                                                                     | -6                                                                     | 6                                                                      |
| A                                                                      | Dynamo Kyjev                                                           | 6                                                                      | 1                                                                      | 2                                                                      | 3                                                                      | 6                                                                      | 10                                                                     | -4                                                                     | 5                                                                      |
| D                                                                      | Ajax                                                                   | 6                                                                      | 1                                                                      | 1                                                                      | 4                                                                      | 8                                                                      | 16                                                                     | -8                                                                     | 4                                                                      |

### Šestnáctifinále
Los šestnáctifinále a osmifinále proběhl 20. prosince 2013. Úvodní zápasy 14. února, odvety 21. února 2013.
| Domácí v 1. zápase       | Celkem         | Hosté v 1. zápase       | 1. zápas | 2. zápas |
| ------------------------ | -------------- | ----------------------- | -------- | -------- |
| FK BATE                  | 0:1            | Fenerbahçe              | 0:0      | 0:1      |
| Inter Milano             | 5:0            | CFR Kluž                | 2:0      | 3:0      |
| Levante UD               | 4:0            | Olympiakos Pireus       | 3:0      | 1:0      |
| Zenit Sankt-Petěrburg    | 3:3 (v)        | Liverpool               | 2:0      | 1:3      |
| Dynamo Kyjev             | 1:2            | Bordeaux                | 1:1      | 0:1      |
| Bayer Leverkusen         | 1:3            | Benfica Lisabon         | 0:1      | 1:2      |
| Newcastle United         | 1:0            | FK Metalist Charkov     | 0:0      | 1:0      |
| Stuttgart                | 3:1            | Genk                    | 1:1      | 2:0      |
| Atlético Madrid          | 1:2            | FK Rubin Kazaň          | 0:2      | 1:0      |
| Ajax                     | 2:2 (2:4 pen.) | Steaua București        | 2:0      | 0:2      |
| FC Basel 1893            | 3:1            | FK Dněpr Dněpropetrovsk | 2:0      | 1:1      |
| Anži Machačkala          | 4:2            | Hannover 96             | 3:1      | 1:1      |
| Sparta Praha             | 1:2            | Chelsea                 | 0:1      | 1:1      |
| Borussia Mönchengladbach | 3:5            | Lazio                   | 3:3      | 0:2      |
| Tottenham Hotspur        | 3:2            | Olympique Lyon          | 2:1      | 1:1      |
| SSC Neapol               | 0:5            | Viktoria Plzeň          | 0:3      | 0:2      |

### Osmifinále
Úvodní zápasy 7. března, odvety 14. března 2013.
| Domácí v 1. zápase | Celkem  | Hosté v 1. zápase     | 1. zápas | 2. zápas     |
| ------------------ | ------- | --------------------- | -------- | ------------ |
| Viktoria Plzeň     | 1:2     | Fenerbahçe            | 0:1      | 1:1          |
| Benfica Lisabon    | 4:2     | Bordeaux              | 1:0      | 3:2          |
| Anži Machačkala    | 0:1     | Newcastle United      | 0:0      | 0:1          |
| Stuttgart          | 1:5     | Lazio                 | 0:2      | 1:3          |
| Tottenham Hotspur  | 4:4 (v) | Inter Milano          | 3:0      | 1:4 (prodl.) |
| Levante UD         | 0:2     | FK Rubin Kazaň        | 0:0      | 0:2 (prodl.) |
| FC Basel 1893      | 2:1     | Zenit Sankt-Petěrburg | 2:0      | 0:1          |
| Steaua București   | 2:3     | Chelsea               | 1:0      | 1:3          |

### Čtvrtfinále
Los čtvrtfinále proběhl 15. března 2013. Úvodní zápasy byly na programu 4. dubna, odvety 11. dubna 2013.
| Domácí v 1. zápase | Celkem         | Hosté v 1. zápase | 1. zápas | 2. zápas     |
| ------------------ | -------------- | ----------------- | -------- | ------------ |
| Chelsea            | 5:4            | FK Rubin Kazaň    | 3:1      | 2:3          |
| Tottenham Hotspur  | 4:4 (1:4 pen.) | FC Basel 1893     | 2:2      | 2:2 (prodl.) |
| Fenerbahçe         | 3:1            | Lazio             | 2:0      | 1:1          |
| Benfica Lisabon    | 4:2            | Newcastle United  | 3:1      | 1:1          |

### Semifinále
Los semifinále proběhl 12. dubna 2013. Úvodní zápasy byly na programu 25. dubna, odvety 2. května 2013.
| Domácí v 1. zápase | Celkem | Hosté v 1. zápase | 1. zápas | 2. zápas |
| ------------------ | ------ | ----------------- | -------- | -------- |
| Fenerbahçe         | 2:3    | Benfica Lisabon   | 1:0      | 1:3      |
| FC Basel 1893      | 2:5    | Chelsea           | 1:2      | 1:3      |

### Finále
| 15. května 2013 20:45    |        |                                              |                                                                                |
| Benfica Lisabon          | 1 : 2  | Chelsea                                      | Amsterdam ArenA, Amsterdam diváci: 46 163 rozhodčí: Björn Kuipers (Nizozemsko) |
| Óscar Cardozo 68' (pen.) | Report | Fernando Torres 60' Branislav Ivanović 90+3' | Amsterdam ArenA, Amsterdam diváci: 46 163 rozhodčí: Björn Kuipers (Nizozemsko) |

## Vítěz
| Evropská liga UEFA 2012/13 Chelsea FC Základní sestava ve finále: Petr Čech (B), César Azpilicueta, Branislav Ivanović, Gary Cahill, Ashley Cole, Ramires, Frank Lampard , Juan Manuel Mata, David Luiz, Oscar, Fernando Torres Náhradníci: Ross Turnbull (B), Paulo Ferreira, Nathan Aké, John Obi Mikel, Victor Moses, Josi Benajun, Marko Marin Trenér: Rafael Benítez |

## Nejlepší střelci
Zdroj:
| Pořadí | Jméno              | Klub              | Góly | Odehrané min. |
| ------ | ------------------ | ----------------- | ---- | ------------- |
| 1      | Libor Kozák        | Lazio Řím         | 8    | 613'          |
| 2      | Édinson Cavani     | SSC Neapol        | 7    | 462'          |
| 2      | Óscar Cardozo      | Benfica           | 7    | 585'          |
| 4      | Rodrigo Palacio    | Inter Milán       | 6    | 436'          |
| 4      | Fernando Torres    | Chelsea           | 6    | 810'          |
| 6      | Raúl Bobadilla     | Young Boys        | 5    | 535'          |
| 6      | Salomón Rondón     | FK Rubin Kazaň    | 5    | 976'          |
| 8      | Marko Livaja       | Inter Milán       | 4    | 416'          |
| 8      | Victor Moses       | Chelsea           | 4    | 426'          |
| 8      | Jonjo Shelvey      | Liverpool         | 4    | 481'          |
| 8      | Cheick Diabaté     | Bordeaux          | 4    | 509'          |
| 8      | Nikola Đurđić      | Helsingborg       | 4    | 540'          |
| 8      | Sergio Floccari    | Lazio Řím         | 4    | 562'          |
| 8      | Jermain Defoe      | Tottenham Hotspur | 4    | 614'          |
| 8      | Cleiton Xavier     | Metalist Charkov  | 4    | 630'          |
| 8      | Raul Rusescu       | Steaua Bukurešť   | 4    | 661'          |
| 8      | Papiss Cissé       | Newcastle United  | 4    | 676'          |
| 8      | Samuel Eto'o       | Anži Machačkala   | 4    | 900'          |
| 8      | Marco Streller     | Basilej           | 4    | 949'          |
| 8      | Gökdeniz Karadeniz | FK Rubin Kazaň    | 4    | 1066'         |
| 8      | Dirk Kuijt         | Fenerbahçe        | 4    | 1105'         |
| 8      | Fabian Schär       | Basilej           | 4    | 1147'         |